# Noud Stempels
Noud Stempels (Den Haag, 4 april 1882 – Heerde, 12 oktober 1970) was een Nederlands voetballer die als middenvelder speelde.

## Interlandcarrière

### Nederland
Op 29 maart 1908 debuteerde Stempels voor Nederland in een vriendschappelijke wedstrijd tegen België (4 – 1 winst).
| Interlands van Noud Stempels voor Nederland | Interlands van Noud Stempels voor Nederland | Interlands van Noud Stempels voor Nederland | Interlands van Noud Stempels voor Nederland | Interlands van Noud Stempels voor Nederland | Interlands van Noud Stempels voor Nederland |
| №                                           | Datum                                       | Wedstrijd                                   | Uitslag                                     | Soort Wedstrijd                             | Doelpunten                                  |
| Als speler bij Quick Den Haag               | Als speler bij Quick Den Haag               | Als speler bij Quick Den Haag               | Als speler bij Quick Den Haag               | Als speler bij Quick Den Haag               | Als speler bij Quick Den Haag               |
| ------------------------------------------- | ------------------------------------------- | ------------------------------------------- | ------------------------------------------- | ------------------------------------------- | ------------------------------------------- |
| 1.                                          | 29 maart 1908                               | België – Nederland                          | 1 – 4                                       | Vriendschappelijk                           | 0                                           |
| 2.                                          | 26 april 1908                               | Nederland – België                          | 3 – 1                                       | Vriendschappelijk                           | 0                                           |
| 3.                                          | 10 mei 1908                                 | Nederland – Frankrijk                       | 4 – 1                                       | Vriendschappelijk                           | 0                                           |